# Rundskuedagen i Thisted 1926
Rundskuedagen i Thisted 1926 er en dansk film med  dokumentariske optagelse fra Thisted på Rundskuedagen i 1926.
Filmen er optaget af den lokale biografejer, Georg Pors. 

## Handling
Optagelser fra Rundskuedagene i Thisted den 6. og 7. juli 1926. I løbet af dagene er der en række events rundt omkring i byen. På Frederiks Torv er der optog med blomsterdekorerede vogne, fra balkonen på Thisted Rådhus bliver der opsendt balloner og i byens plantage, Christiansgave, danses der folkedans. En række af byens spidser er til stede i plantagen herunder byens borgmester, byrådsmedlem og redaktør af Thisted Amts Tidende A. Aaberg, byrådsmedlem og tidligere borgmester E. Bloch, redaktør Kjeld Jensen fra Thisted Amts Avis og redaktør Clemmen Brunsgaard fra Thisted Social Demokrat. På havnen er der forskellige konkurrencer i havnebassinet bl.a. kapsejlads i baljer. Gaderne er fyldte med feststemte mennesker. Filmen er optaget af biografejer Georg Pors, der drev Royal-Teatret i byen fra 1929-1970.